# エミール・カールセン
エミール・カールセン（Søren Emil Carlsen、1853年10月19日 - 1932年1月2日）)はデンマーク生まれで、アメリカ合衆国で活動した画家である。静物画や風景画を描いた。

## 略歴
コペンハーゲンの商人の家に生まれた。母親は熱心なアマチュア画家で、花の絵のの画家イェンセン(Johan Laurentz Jensen)から指導を受けていた。エミールはデンマーク王立美術院でスティルマン(Johan Andreas Stillmann)に建築を学び、卒業した後に、1872年にアメリカに移住した。
アメリカでは建築家、デザイナー、版画家として働き始めたが、後に画商が後援者となって油絵を描くことになった。シカゴに住んで、アトリエを持った。1873年からデンマーク生まれの海洋画家、ラウリッツ・ホルスト(Lauritz Holst:1848-1934)とともに働いて、ホルストがヨーロッパに戻った後、ホルストのスタジオを引き継いだ 。シカゴの美術学校の美術の教師も務めた。
1875年にパリに半年ほど。滞在し絵の修行をし18世紀の画家、ジャン・シメオン・シャルダンの作品に影響を受けた 。様々な骨とう品を集め、それらを配置した静物画というスタイルの作品を多く描くことになった。アメリカに戻るとニューヨークでしばらく働いた後、1884年から1886年の間、再びパリに滞在し、1885年にはサロン・ド・パリに2点の作品を出展した。1887年から1889年の間はサンフランシスコの美術学校(California School of Design)の校長として働いた。サンフランシスコの美術学校でカールセンが教えた学生にはガイ・ローズやメアリー・イブリン・マコーミックらがいる。San Francisco Art Students Leagueで教えた後、1891年にはニューヨークに戻り、ナショナル・アカデミー・オブ・デザインやアート・スチューデンツ・リーグ・オブ・ニューヨークで教えた。1910年代は、フィラデルフィアに移り、ペンシルベニア美術アカデミーで教えた。
1912年以降、何度かニューヨークで個展を開き、ナショナル・アカデミー・オブ・デザインの展覧会でShaw Prizeを受賞した。ジュリアン・オールデン・ウィアーやジョン・ヘンリー・トワックトマン、フレデリック・チャイルド・ハッサムといったアメリカにおける印象派の画家たちと親しかった。
ニューヨークで没した。

## 作品

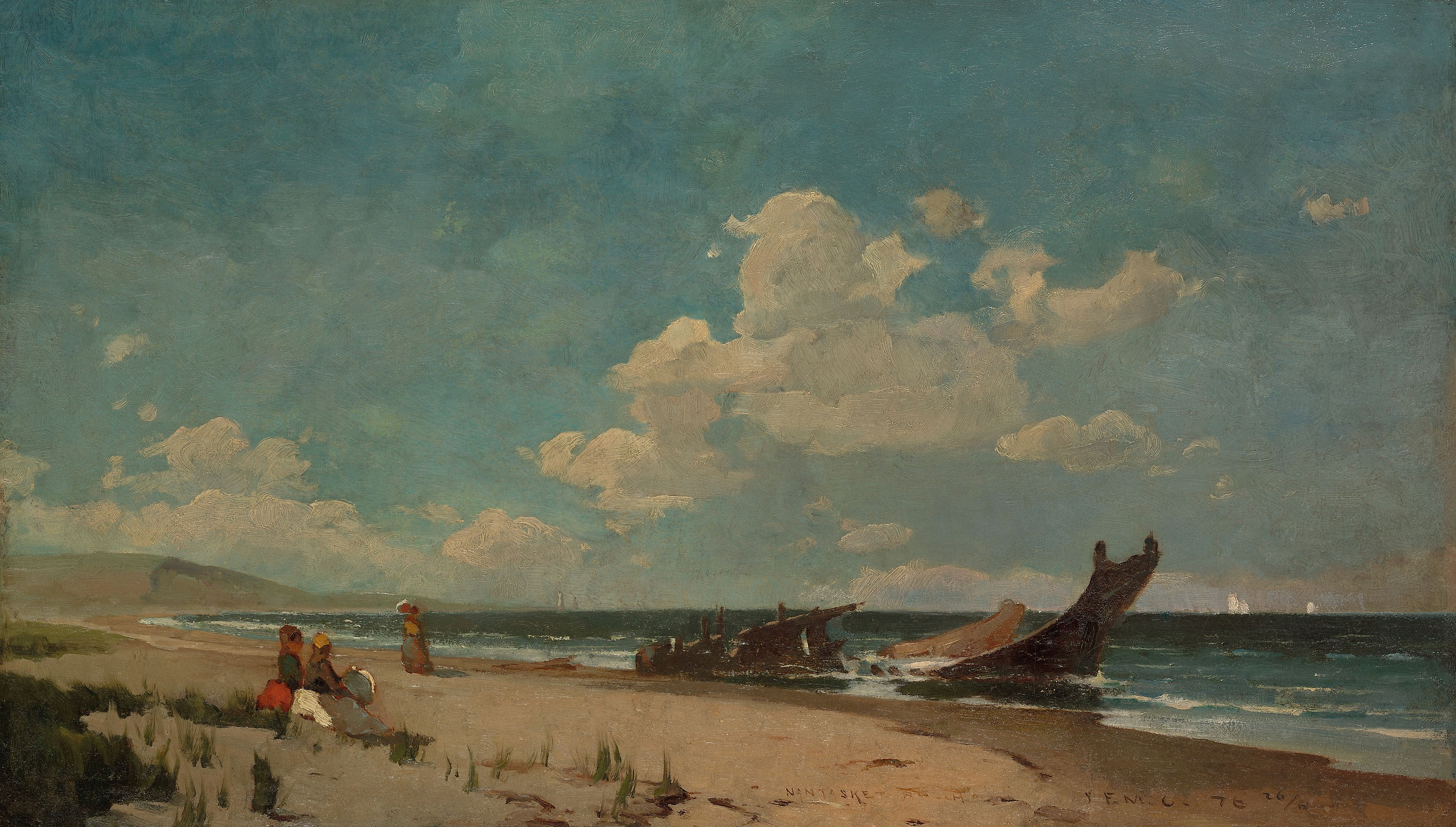
(1876)
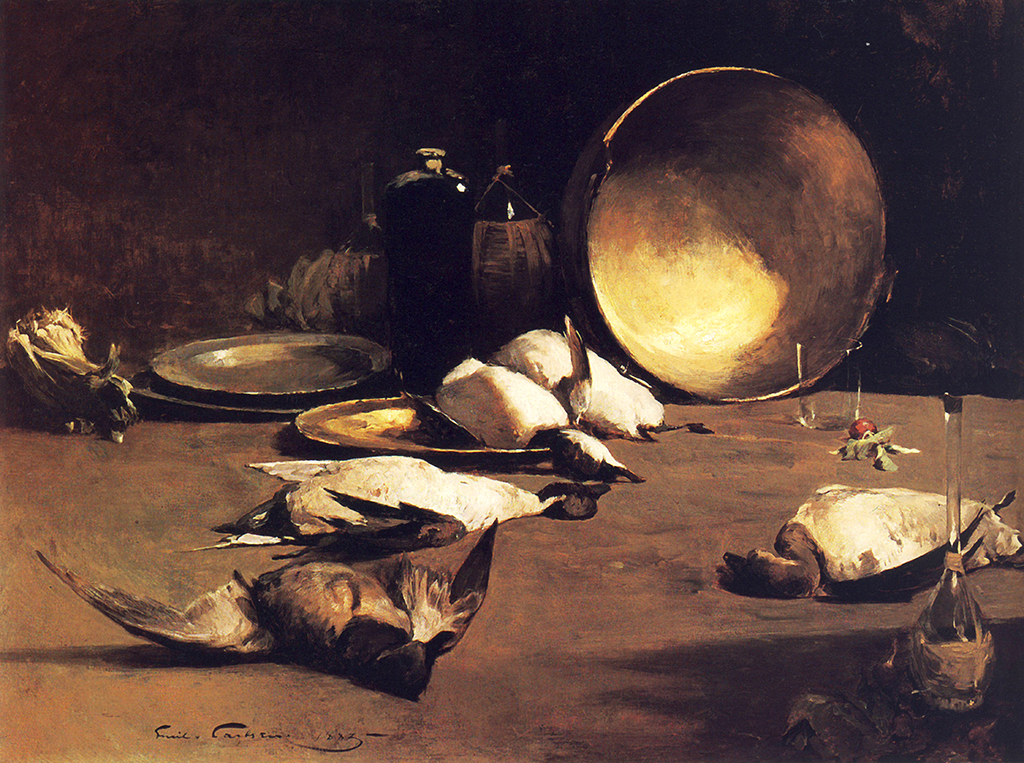
静物画　(1883)
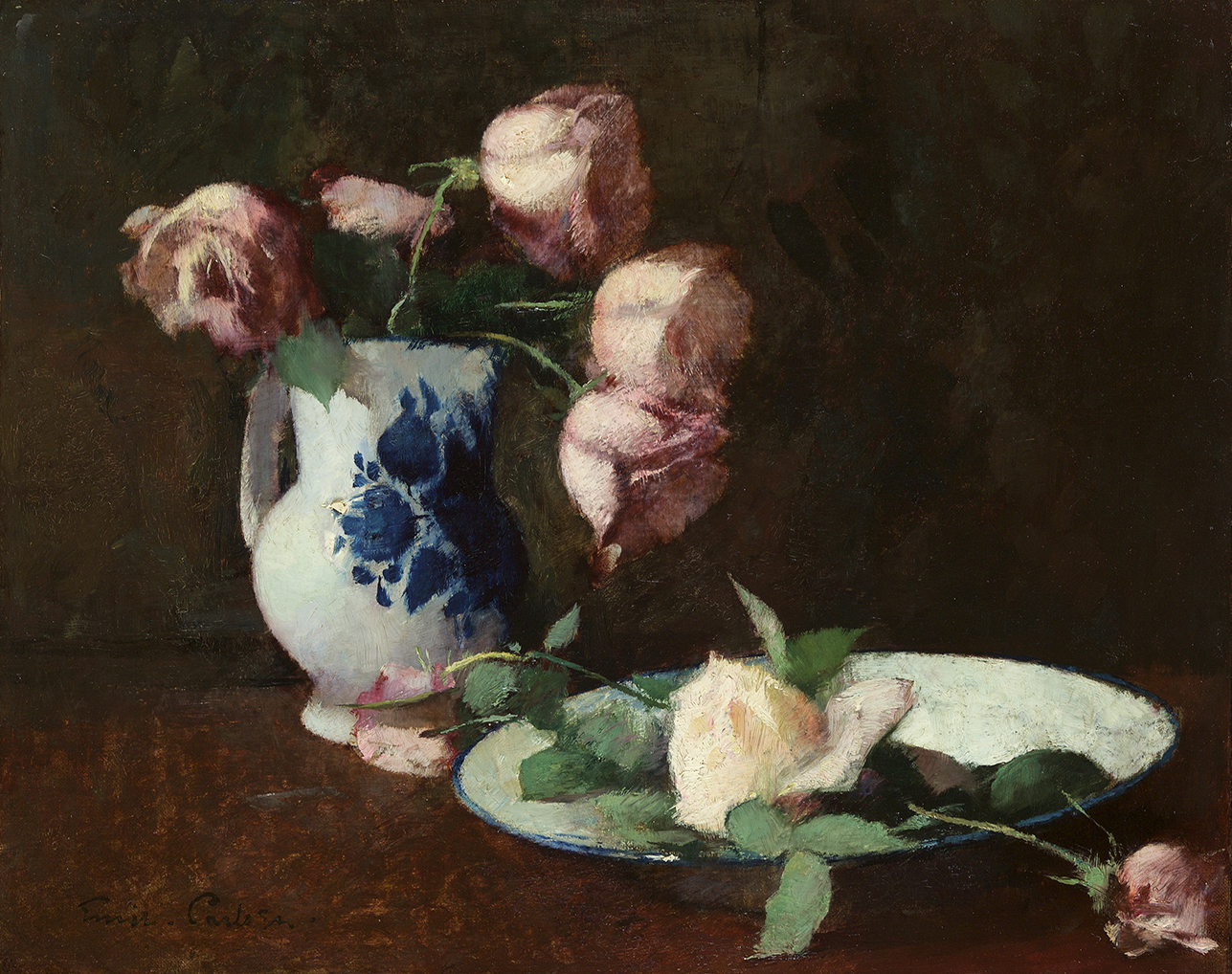
(1885)
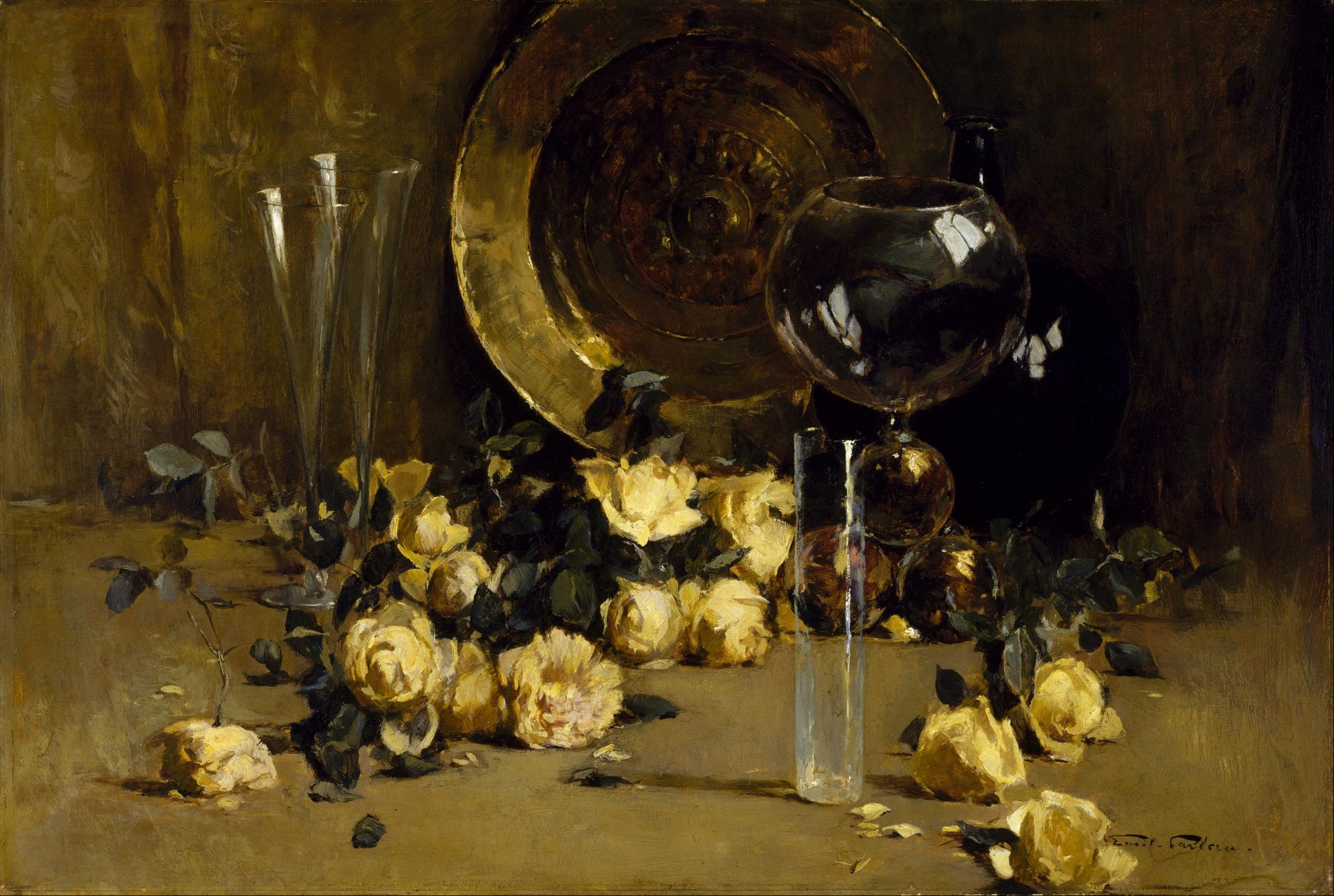
黄色いバラのある静物画 (1880s)
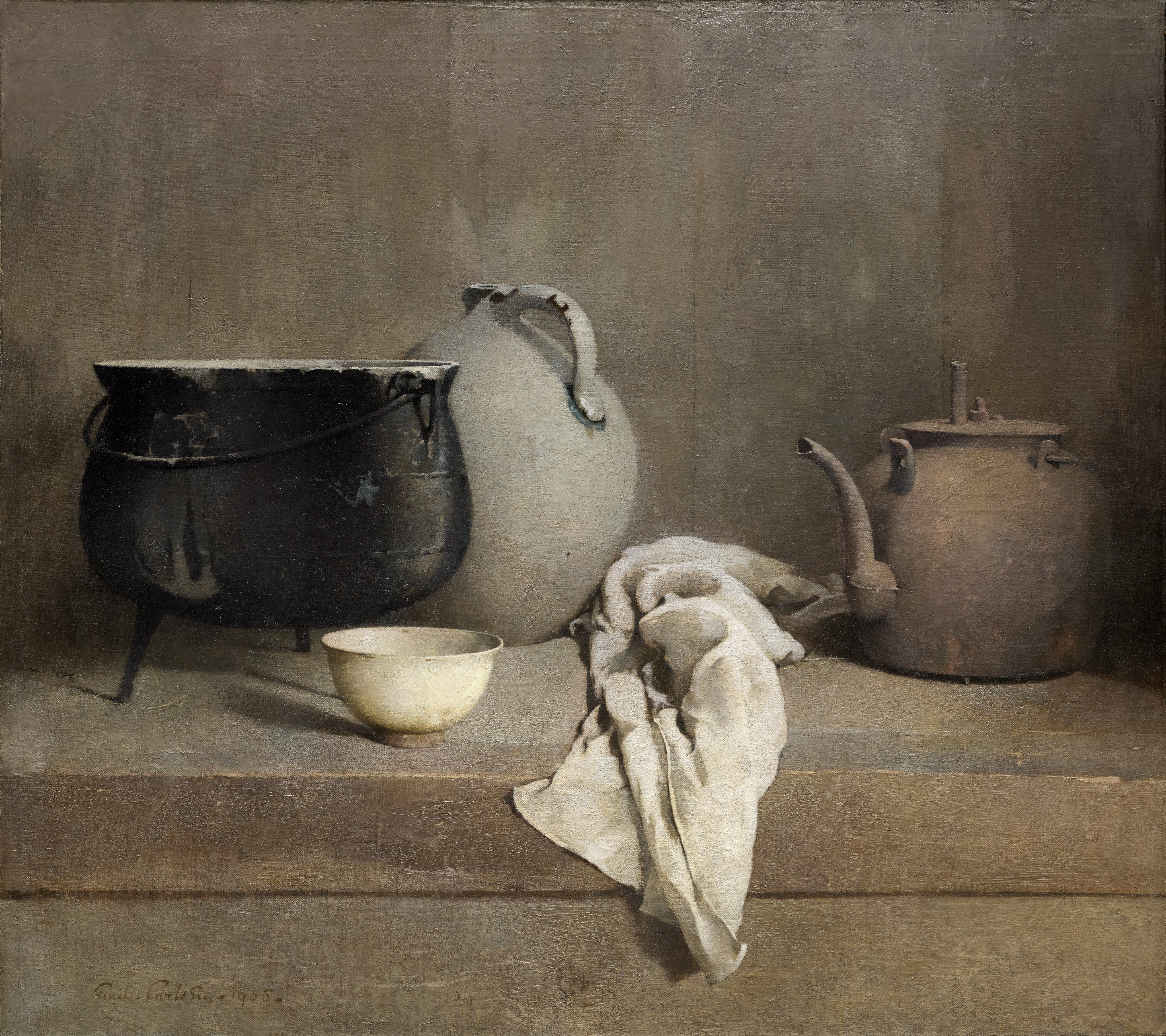
(1906)
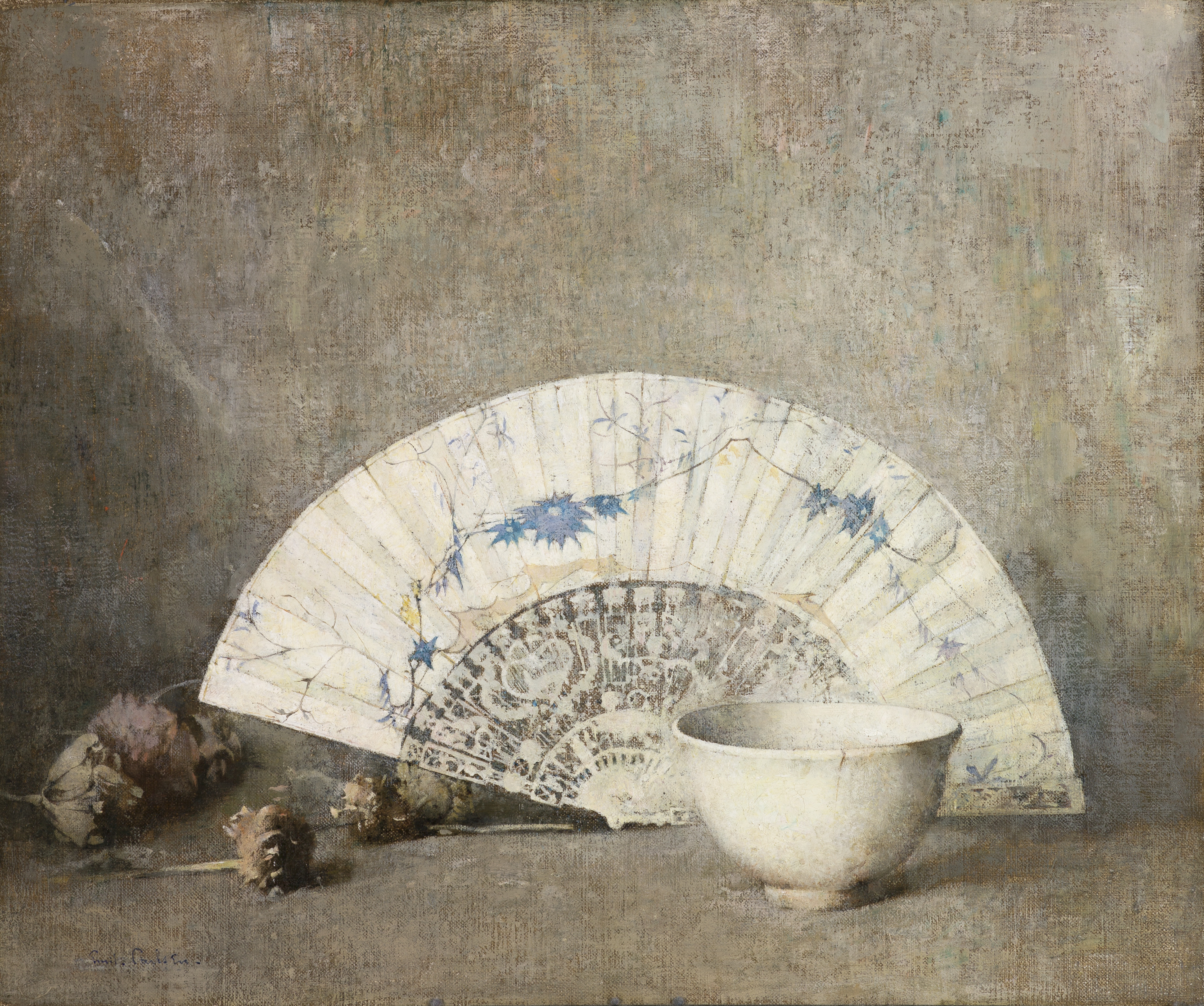
扇子　(1914/1919)